# Alan Robert Edmonds
 Alan Robert Edmonds (* 23. Mai 1922) ist ein britischer Physiker.
Edmonds studierte an der University of Birmingham mit dem Bachelor-Abschluss 1950 und der Promotion 1953. Mitte der 1950er-Jahre war er in der Theorieabteilung des CERN, die damals am Niels-Bohr-Institut in Kopenhagen angesiedelt war. Von 1960 bis 1964 war er Senior Research Physicist am Imperial College London, war dort stellvertretender Direktor des Rechenzentrums der Londoner Universität und danach Lecturer und Senior Lecturer am Imperial College. Er gehörte bis Mitte der 1980er-Jahre zur Theoriegruppe.
Bekannt ist er für ein Standardwerk über Drehimpulse in der Quantenmechanik. Das Buch erschien 1957 und entstand aus Vorlesungen in Birmingham, Manchester, Paris, Uppsala und Kopenhagen.

## Schriften
- A. R. Edmonds: Angular momentum in quantum mechanics, Princeton UP, 1957
  - Deutsche Übersetzung: Drehimpulse in der Quantenmechanik, BI Hochschultaschenbücher 1964